# Mangeurs d'hommes
Pour les articles homonymes, voir Maneater. Pour le cannibalisme humain, voir Anthropophagie.

La Tigresse du Champawat, réputée avoir tué plus de 400 personnes.

Les mangeurs d'hommes sont des animaux qui se nourrissent d'humains. Bien que les êtres humains puissent être attaqués par toutes sortes d'animaux, les mangeurs d'hommes sont ceux qui ont incorporé la chair humaine dans leur régime alimentaire habituel.
La plupart des cas rapportés de mangeurs d'hommes sont des tigres, des léopards, des lions et des loups, ainsi que des crocodiliens. Cependant, ils sont loin d'être les seuls prédateurs qui attaquent les humains si on leur en donne l'occasion ; en effet, une grande variété d'espèces sont connues pour faire des humains leurs proies, comme les ours, les dragons de Komodo, les hyènes, et les pumas. Dans la majorité des cas, les animaux mangeurs d'hommes sont des bêtes blessées ou ayant un handicap ne leur permettant plus de chasser leurs proies habituelles.

## Quelques animaux célèbres
- Les lions du Tsavo (1898) sont des lions ayant chassé des ouvriers africains et indiens sur un chantier en 1898. Ils auraient tué 140 personnes.

- Gustave est un crocodile du Nil ayant sévi au Burundi et qui aurait tué 300 personnes.

- La tigresse de Champawat fait partie des plus grands mangeurs d'hommes répertoriés, pour avoir fait 430 victimes à la fin du XIXe siècle et au début du XXe siècle[2].

- Les léopards du Rudrapayag auraient tué 125 personnes aux Indes britanniques.

- La bête du Gévaudan est responsable de nombreuses attaques d'humains en France au milieu du XVIIIe siècle, dont plus de 80 attaques mortelles. Il s'agirait probablement d'un ou plusieurs canidés : loup(s) et/ou chien-loup(s).

- Plusieurs loups et bêtes féroces non identifiées, en France du XVIIe au XIXe siècle : bête de Cinglais (1632), bête de Benais (1693), bête de l'Auxerrois (1731), bête de Primarette (1747-1752), bête du Lyonnais (1754-1756), bête de Sarlat (1766), bête de Veyreau (1799), bête des Cévennes (1809-1816), bête de Chaingy (1814).

- L'ours de Sankebetsu a attaqué en décembre 1915 un village de colons dans l'île d'Hokkaidō.
- Des requins longimanes attaquent 900 militaires américains rescapés du navire USS Indianapolis au large de l'île de Tinian[3].

## Attaques célèbres
- Lors de la bataille de Ramree en février 1945, des centaines de soldats japonais sont tués par des crocodiles.
- De nombreux naufragés de l'USS Indianapolis périssent sous les attaques de requins longimanes en août 1945.